# Soulamea fraxinifolia
Soulamea fraxinifolia är en bittervedsväxtart som beskrevs av Brongn. & Gris. Soulamea fraxinifolia ingår i släktet Soulamea och familjen bittervedsväxter. Inga underarter finns listade i Catalogue of Life.